# 海南轴脉蕨
海南轴脉蕨（学名：Ctenitopsis hainanensis）为叉蕨科轴脉蕨属下的一个种。其种加词“hainanensis”意为“海南的”。
现接受名为台湾轴脉蕨（Tectaria kusukusensis (Hayata) Lellinger, 1968）。